# Anita Mackey
Anita Johnson Mackey (1914. január 1. – 2024. április 16.) amerikai szociális dolgozó és szupercentenárius, aki számos testületben és bizottságban dolgozott, 1953-ban ő lett az első afroamerikai felügyelő a VA Los Angeles-i járóbeteg-klinikáján.

## Élete
Mackey a kaliforniai Riverside-ben született egy emancipált rabszolga unokájaként. Mackey nyolc gyermek egyike volt. Édesanyja tíz éves korában meghalt, így nővére nevelte fel apjukkal együtt.
Miután 1937-ben megnősült, az első osztályt tanította, mígnem a Chicagói Egyetem Szociális Szolgáltatások Igazgatási Iskolájába nem került. 1941-ben végezte el. Még 1937-ben diplomát szerzett a Redlands Egyetemen.
Miután az Amerikai Vöröskeresztnél, majd a Veterans Administrationnél dolgozott, 1976-ban nyugdíjba vonult. Amikor a VA telephelyet nyitott Santa Barbarában, Kaliforniában, 1964-ben odaköltözött dolgozni.

## Magánélete
1937-ben feleségül ment egy chicagói postai dolgozóhoz, Harvey A. Mackey-hez, saját gyermekük nem volt, ezért örökbe fogadták a 22 éves nigériai Alexander Adekanmbit, aki később doktori címet szerzett, és egyetemi tanár lett, hogy képviselje közösségét. Mrs. Mackey még most is aktív tagjaaz  adventista egyháznak, és kijelenti, hogy vegetáriánus, és soha nem volt magas vérnyomása. 23 éves kora óta kiterjedt világutazó, egyházi missziói és utazásai révén meglátogatta mind a hét kontinenst és 130 országot.

## Díjai és kitüntetései
Kitüntetései között szerepel a Santa Barbara Council on Social Services Award for Distinguished Service (1972), a Honorary Doctor of Humane Letters Andrews University és a Honorary Member Delta Kappa.
1976-ban megkapta a Santa Barbara Woman of the Year díjat.

## Fordítás
Ez a szócikk részben vagy egészben  az   Anita Mackey című angol Wikipédia-szócikk fordításán alapul.  Az eredeti cikk szerkesztőit annak laptörténete sorolja fel. Ez a jelzés csupán a megfogalmazás eredetét és a szerzői jogokat jelzi, nem szolgál a cikkben szereplő információk forrásmegjelöléseként.